# 1954年日本

## 政府
- 天皇：裕仁
- 內閣總理大臣：吉田茂→鳩山一郎

## 大事紀
- 1月2日：二重橋事件。
- 7月1日：自衛隊成立。
- 9月26日：青函聯絡船洞爺丸沉沒於津輕海峽，史稱「洞爺丸事故」。

## 出生
- 9月21日——安倍晉三，政治人物。
- 10月18日——三矢雄二，配音員。
- 11月20日——島田敏，配音員。